# Сопутан
Сопута́н (индон. Gunung Soputan) — действующий стратовулкан в Индонезии.
Находится близ северо-восточной оконечности о. Сулавеси (на полуострове Минахаса). Высота над уровнем моря — 1784 м. Представляет собой молодой конус с относительной высотой 580 м, расположенный на более древнем вулканическом фундаменте (в более древней кальдере Тондано). В 1906 у северо-восточного подножия образовался побочный кратер, из которого происходили последующие извержения до 1924 года. 03.07.2011 г. вулкан активизировался и выбрасывал клубы дыма и пепла на высоту до 6 км.
С 1780 года известно о более 60 извержений. Лава вулкана в основном андезитовая.